# Triumf (winorośl)
Triumf – odmiana winorośli wyhodowana w 1888 r. przez Ignacego Urbańskiego, nauczyciela z Pleszewa w Wielkopolsce. Jest to prawdopodobnie siewka odmiany Magdalenka Andegaweńska.

## Charakterystyka winorośli
Wzrost krzewu umiarkowany. Łoza cienka o długich międzywęźlach, barwy brunatnej z brązowym odcieniem. Młode pędy są jasnozielone z żółtawą koronką. Liście duże, 5-klapowe z silnie zaznaczonymi zatokami. Kwiaty obupłciowe z tendencją do osypywania się. Z powodu niepełnego zapłodnienia w gronach często spotykane są jagody mniej rozwinięte (mniejsze). Grona średniej wielkości, nieco luźne. Jagody jasnożółte, okrągłe o średnicy ok. 15 mm.

## Fenologia
Dojrzewa wcześnie, po około 115–125 dniach od momentu wiosennego nabrzmiewania pąków. Suma aktywnych temperatur 2200-2500 zależnie od stanowiska uprawy.

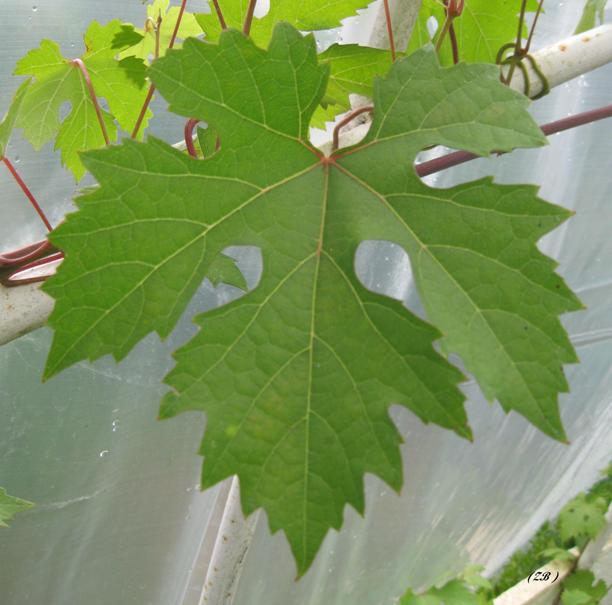
Winorośl 'Triumf' - liść

## Cięcie
Dobrze owocuje zarówno przy krótkim cięciu łozy na dwa pąki jak i też dłuższym.

## Rozpowszechnienie
W Niemczech, Anglii i Skandynawii  jako 'Tryumph'. W Estonii jako 'Tryumph nr 5'. W Polsce w nasadzeniach próbnych jako 'Triumf'.

## Synonimy
Tryumf, Tryumf polski, Triumph, Triumph nr 5, Triumphrebe, Triumph-Rebe, Triumphtraube